# Chouchou (élastique)
Pour les articles homonymes, voir Chouchou.

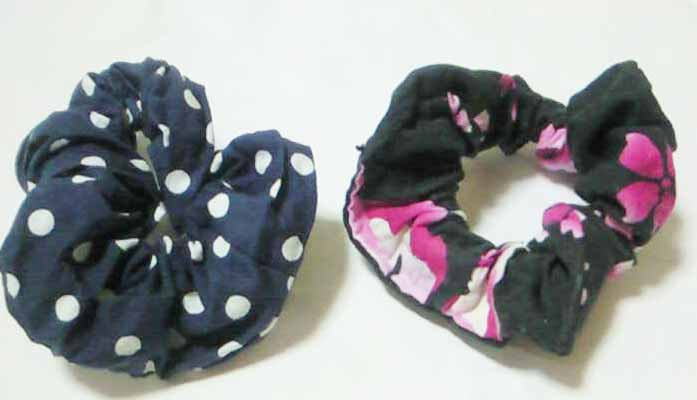
Chouchous.

Un chouchou est un accessoire de mode servant à lier les cheveux longs. Il est constitué d'un ou plusieurs élastiques, généralement enveloppé dans une gaine de tissus.

## Fabrication
Le chouchou est généralement constitué de deux éléments :
1. Le corps : le tube plissé en tissus (velours, synthétique, élasthanne ou coton), unis ou imprimés ;
2. L'intérieur : en corde élastique d'une dizaine de centimètres de circonférence.

## Histoire

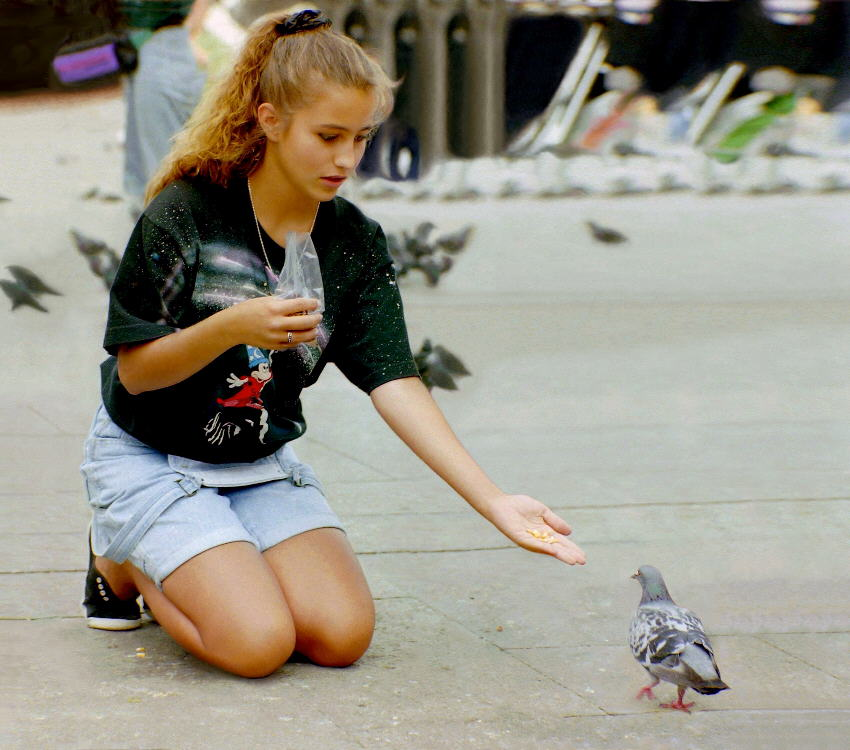
Un chouchou porté pour former une queue-de-cheval.

Un brevet de Ann L. Benson déposé en 1969 comporte une première esquisse du chouchou. D'usage populaire durant les années 1990 et 2010, il est porté par plusieurs célébrités comme Cara Delevingne, Hillary Clinton ou Selena Gomez.